# Le Cauchemar des Schtroumpfs
Le Cauchemar des Schtroumpfs est un jeu vidéo de plates-formes développé par Velez & Dubail Dev. Team et édité par Infogrames, sorti en 1997 sur Game Boy et en 1999 sur Game Boy Color.

## Système de jeu
Le Cauchemar des Schtroumpfs est un jeu de plates-formes à défilement horizontal. Le joueur prend le contrôle du Schtroumpf costaud qui doit parcourir les différents niveaux dans le but de sauver les autres Schtroumpfs qui sont victimes d'un sort maléfique qui a été lancé par Gargamel. Sur son chemin se mettent des ennemis, qu'il peut éliminer en leur sautant dessus à la manière de Super Mario Bros., et des énigmes à résoudre,. Le jeu se déroule dans le village des Schtroumpfs. Le joueur doit entrer dans chacune des six maisons dans lesquelles il doit accomplir deux niveaux et un mini-jeu afin d'obtenir une clé pour accéder à la maison suivante. Les niveaux se déroulent dans les cauchemars du Schtroumpf qui habite dans la maison.